# Charles Alexander Smith

L'Assemblée des six-comtés, représentation de l'Assemblée des six-comtés faite en 1890 par Charles Alexander Smith.

Charles Alexander Smith, né à Galt, en Ontario, en 1864 et mort à Londres, en Angleterre, en 1915, est un peintre canadien.
Il a complété sa formation artistique à Paris. De 1884 à 1891, il y étudie auprès de Jules Lefebvre et de Gustave Boulanger de l'Académie Julian, puis auprès de Benjamin-Constant et d'Adrien Moreau. Smith expose dans plusieurs salons de Paris et remporte une médaille d’honneur à l'Exposition universelle de 1889.  En 1890, il commence la production d'une œuvre monumentale de sept mètres de longueur sur trois mètres et demi de hauteur, L'Assemblée des six-comtés (en), qui se trouve aujourd'hui au Musée national des Beaux-Arts du Québec.